# 鐵電隨機存取記憶體

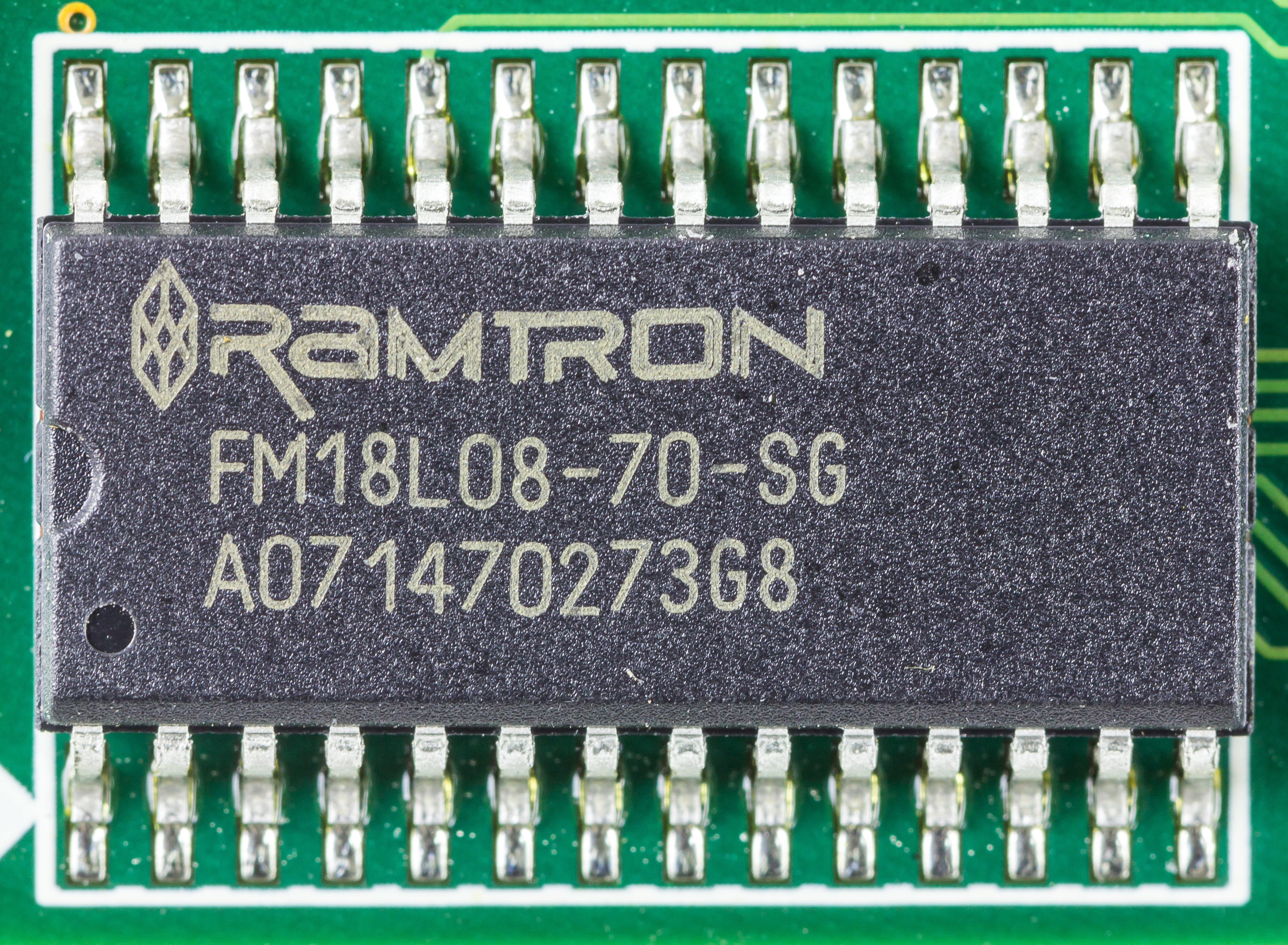
FeRAM

鐵電隨機存取記憶體（英語：Ferroelectric RAM，縮寫為或），類似於SDRAM，是一種随机存取存储器技術。但因為它使用了一層有铁电性的材料，取代原有的介電質，使得它也擁有非揮發性記憶體的功能。麻省理工大學達德利·艾倫·巴克（Dudley Allen Buck）在1952年提出的碩士論文中，首次提出了這個概念。它有比闪存更低的耗电量，还有更高的写入速度，还有更长的读写寿命(大约10¹⁰到10¹⁵次循环)。它在+85℃时可以保存数据十年以上。但是它的缺点是比闪存存储密度低，存储容量限制，和更高的价格。与DRAM相比，铁电随机存取器的读操作是破坏性的，因为它需要遵循先写后读架构；若比較舊製程的產品，其密度及速度與相同製程的DRAM接近，但不知道是否能使用與DRAM一樣先進的製程製造。相較於MRAM，鐵電隨機存取記憶體可以在強大許多的磁場下正常使用。